# Тютюневи складове на Херман Шпирер
Тютюневи складове на Херман Шпирер (на гръцки: Καπναποθήκη του Έρμαν Σπήρερ) е емблематична индустриална сграда в македонския град Драма, Гърция.
Складовете, дело на австриеца Конрад фон Вилас, са голяма, впечатляваща сграда, разположена в близост до Изворите на Драматица, за да може да се запази тютюнът по-добре заради влагата. Складовете са построени в 1925 година.